# El Carmel (métro de Barcelone)
El Carmel est une station de la ligne 5 du métro de Barcelone.

## Situation sur le réseau
La station se situe sous la rue du Llobregòs (Carrer del Llobregòs), sur le territoire de la commune de Barcelone, dans le district de Horta-Guinardó. Elle s'intercale entre Horta et El Coll | La Teixonera.

## Histoire
La station ouvre au public le 30 juillet 2010, avec la mise en service du prolongement de la ligne 5 de Horta à Vall d'Hebron.

## Services aux voyageurs

### Accès et accueil
La station dispose de deux voies et de deux quais latéraux.

## À proximité
La station se trouve à proximité du parcx Jaume Planas i Alemany (Jardins de Jaume Planas i Alemany).